# Людвик Валентин Григорович
Валентин Григорович Людвик (7 жовтня 1932, Юрківці — 3 вересня 2007, Одеса) — український живописець; член Спілки радянських художників України з 1970 року.

## Біографія
Народився 7 жовтня 1932 року в селі Юрківцях Могилів-Подільського району Вінницької області (нині Україна). 1956 року закінчив Одеське художнє училище, де навчався у Григорія Крижевського, Миколи Павлюка.
Протягом 1956—1992 років працював в Одеському відділенні Художнього фонду України. Мешкав в Одесі в будинку на Пролетарському бульварі, № 16/18, квартира № 10 та у будинку на Люстдорфській дорозі, № 146, квартира № 2. Помер в Одесі 3 вересня 2007 року.

## Творчість
Працював у галузі станкового живопису, у реалістичному стилі створював жанрові картини, портрети переважно на спортивні теми. Серед робіт:
- «Сигнальник» (1968);
- «Молодий лікар» (1969);
- «Бібліотекар» (1969);
- «Чорноморець» (1970);
- «Юнга» (1970);
- «Велогонка» (1971);
- «Одеський стадіон» (1971);
- «Біля воріт» (1971);
- «Тренер із самбо Роберт Бабаянц» (1973);
- «Спогади» (1978);
- «Олімпієць-дзюдоїст Сергій Новиков» (1979);
- «Автопортрет» (1980-ті);
- «Майстер спорту з городків К. Г. Матвєєв» (1980);
- «Хокеїст Владислав Третяк» (1983);
- «Олександр Пушкін біля моря» (1999);
- «Гол!» (2004).

Брав участь в обласних, всеукраїнських, зарубіжних мистецьких виставках з 1968 року. 